# Cupa UEFA Intertoto 2006

## Primul tur
| Echipa #1                     | Total                         | Echipa #2                     | Tur                           | Retur                         |
| Southern-Mediterranean region | Southern-Mediterranean region | Southern-Mediterranean region | Southern-Mediterranean region | Southern-Mediterranean region |
| ----------------------------- | ----------------------------- | ----------------------------- | ----------------------------- | ----------------------------- |
| FK Pobeda                     | 2–4                           | Farul Constanța               | 2–2                           | 0–2                           |
| UE Sant Julià                 | 0–8                           | NK Maribor                    | 0–3                           | 0–5                           |
| Ethnikos Achna                | 5–4                           | KF Partizani                  | 4–2                           | 1–2                           |
| NK Zrinjski                   | 4–1                           | Marsaxlokk F.C.               | 3–0                           | 1–1                           |
| Central-East region           |                               |                               |                               |                               |
| Kilikia FC                    | 1–8                           | FC Dinamo Tbilisi             | 1–5                           | 0–3                           |
| FC Shakhter                   | 4–6                           | MTZ-RIPO Minsk                | 1–5                           | 3–1                           |
| FC Nitra                      | 12–2                          | CS Grevenmacher               | 6–2                           | 6–0                           |
| FK MKT Araz Imisli            | 1–2                           | FC Tiraspol                   | 1–0                           | 0–2                           |
| Northern region               |                               |                               |                               |                               |
| Keflavik ÍF                   | 4–1                           | Dungannon Swifts F.C.         | 4–1                           | 0–0                           |
| FC Dinaburg                   | 2–1                           | Havnar Bóltfelag              | 1–1                           | 1–0                           |
| Tampere United                | 8–1                           | Carmarthen Town FC            | 5–0                           | 3–1                           |
| FC Narva Trans                | 1–8                           | Kalmar FF                     | 1–6                           | 0–2                           |
| FK Vėtra                      | 0–5                           | Shelbourne F.C.               | 0–1                           | 0–4                           |

## Al doilea tur
| Echipa #1                     | Total                         | Echipa #2                     | Tur                           | Retur                         |
| Southern-Mediterranean region | Southern-Mediterranean region | Southern-Mediterranean region | Southern-Mediterranean region | Southern-Mediterranean region |
| ----------------------------- | ----------------------------- | ----------------------------- | ----------------------------- | ----------------------------- |
| MFC Sopron                    | 3–4                           | Kayserispor                   | 3–3                           | 0–1                           |
| Farul Constanța               | 3–2                           | PFC Lokomotiv Plovdiv         | 2–1                           | 1–1                           |
| FK Zeta1                      | 1–4                           | NK Maribor                    | 1–22                          | 0–2                           |
| Maccabi Petah Tikva           | 4–2                           | NK Zrinjski                   | 1–13                          | 3–1                           |
| NK Osijek                     | 2–2(a)                        | Ethnikos Achna                | 2–2                           | 0–0                           |
| Central-East region           |                               |                               |                               |                               |
| Grasshopper-Club Zürich       | 4–0                           | FK Teplice                    | 2–0                           | 2–0                           |
| FC Nitra                      | 2–3                           | FC Dnipro Dnipropetrovsk      | 2–1                           | 0–2                           |
| SV Ried                       | 4–1                           | FC Dinamo Tbilisi             | 3–1                           | 1–0                           |
| FC Tiraspol                   | 4–1                           | Lech Poznań                   | 1–0                           | 3–1                           |
| FC Moscova                    | 3–0                           | MTZ-RIPO Minsk                | 2–0                           | 1–0                           |
| Northern region               |                               |                               |                               |                               |
| Tampere United                | 3–5                           | Kalmar FF                     | 1–2                           | 2–3                           |
| Odense BK                     | 3–1                           | Shelbourne F.C.               | 3–0                           | 0–1                           |
| Lillestrøm S.K.               | 6–3                           | Keflavik ÍF                   | 4–1                           | 2–2                           |
| Hibernian F.C.                | 8–0                           | FC Dinaburg                   | 5–0                           | 3–0                           |

1FK Zeta qualified for this season's UEFA competitions as member of the Football Association of Serbia and Montenegro during the 2005/06 season but was at the time of this match already a member of the Football Association of Montenegro.

2played at FK Partizan's ground in Belgrad, Serbia, because FK Zeta's ground in Golubovci doesn't meet UEFA standards

3played in Herzliya because Maccabi Petah Tikva's ground in Petah Tikva is undergoing renovations

## Al treilea tur
Unsprezece echipe câștigătoare din acest tur se califică pentru runda secundă a Cupa UEFA 2006-2007
| Echipa #1                     | Total                         | Echipa #2                     | Tur                           | Retur                         |
| Southern-Mediterranean region | Southern-Mediterranean region | Southern-Mediterranean region | Southern-Mediterranean region | Southern-Mediterranean region |
| ----------------------------- | ----------------------------- | ----------------------------- | ----------------------------- | ----------------------------- |
| AJ Auxerre1                   | 4–2                           | Farul Constanța               | 4–1                           | 0–1                           |
| A.E. Larisa                   | 0–2                           | Kayserispor                   | 0–0                           | 0–2                           |
| Villarreal CF                 | 2–3                           | NK Maribor                    | 1–2                           | 1–1                           |
| Maccabi Petah Tikva FC        | 3–4                           | Ethnikos Achna FC             | 0–2                           | 3–2                           |
| Central-East region           |                               |                               |                               |                               |
| Grasshopper-Club Zürich       | 3–2                           | K.A.A. Gent                   | 2–1                           | 1–1                           |
| Olympique de Marseille        | (a)2–2                        | FC Dnipro Dnipropetrovsk      | 0–0                           | 2–2                           |
| Hertha BSC Berlin             | 2–0                           | FC Moskva                     | 0–0^                          | 2–0                           |
| SV Ried                       | 4–2                           | FC Tiraspol                   | 3–1                           | 1–1                           |
| Northern region               |                               |                               |                               |                               |
| Newcastle United F.C.         | 4–1                           | Lillestrøm S.K.               | 1–1                           | 3–0                           |
| Kalmar FF                     | 2–3                           | FC Twente                     | 1–0                           | 1–3                           |
| Odense BK                     | (a)2–2                        | Hibernian F.C.                | 1–0                           | 1–2                           |

^played on 16 July
1After consultations with UEFA, Italian qualifier Palermo was withdrawn by the Italian Football Federation (FIGC) on 6 June 2006. Due to the ongoing match-fixing scandal in Italy, the FIGC could not officially confirm the 2005–06 Serie A standings in time for Palermo to compete in the Intertoto Cup and therefore French club Auxerre replaced Palermo, according to UEFA regulations governing the Intertoto Cup.

## Overall winners
The overall winners concept was introduced since 2006. It determines by the team that advances the farthest in the UEFA Cup. Eight of the eleven which entered the UEFA Cup via the Intertoto Cup won their qualifying ties and progressed to the first round proper. Half of these eight survived the first round and entered the group stages, only Newcastle United secured a place in the UEFA Cup Round of 32 and were the last remaining team from the Intertoto Cup - rendering them the overall winner. They then went onto qualify for the last 16. Captain Scott Parker lifted the trophy at St James Park before their tie with AZ.
- Newcastle United (Overall winners) (Round of 16, lost to AZ)
- Auxerre (Group stage, fourth in Group A)
- Grasshopper Zürich (Group stage, fifth in Group C)
- Odense (Group stage, fourth in Group D)
- Marseille (First round, lost to Mladá Boleslav)
- Hertha Berlin (First round, lost to Odense)
- Kayserispor (First round, lost to AZ)
- Ethnikos Achna (First round, lost to Lens)
- Twente (Second qualifying round, lost to Levadia Tallinn)
- Ried (Second qualifying round, lost to Sion)
- Maribor (Second qualifying round, lost to Partizan)